# Muscari alpanicum
Muscari alpanicum är en sparrisväxtart som beskrevs av Schchian. Muscari alpanicum ingår i släktet pärlhyacinter, och familjen sparrisväxter. Inga underarter finns listade i Catalogue of Life.